# Avrocar
Avro Canada VZ-9 Avrocar — экспериментальный летательный аппарат вертикального взлёта и посадки, разрабатывавшийся канадской компанией Avro Aircraft Ltd. по засекреченному заказу ВВС США, с целью изучения аэродинамики и возможностей дискообразных аппаратов.
Разработкой и созданием аппарата занимался английский конструктор Джон Фрост. Разработка летательного аппарата началась в 1952 году в Канаде. 12 ноября 1959 года совершил первый полёт. В 1961 году проект был закрыт, как официально заявлено в связи с невозможностью «тарелки» оторваться от земли выше 1,5 метров. Всего было построено два аппарата «Аврокар».

## Технические характеристики (VZ-9V)
Общие характеристики
- Экипаж: 2 чел.: пилот + пассажир

- Диаметр:  5,49 м
- Высота: 1,07 м
- Площадь крыла: 23,6 м2
- Пустой вес: 1361 кг

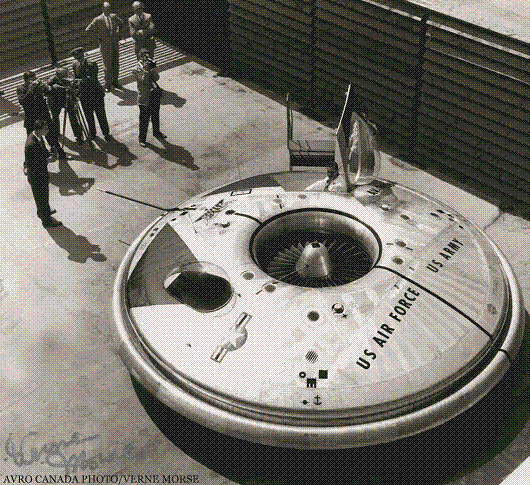
Avrocar 1959—1961

- Максимальная взлётная масса: 2563 кг
- Силовая установка: 3 × ТРД Continental J69-T9, с тягой по 420 кгс или эквивалентной  мощностью по 1000 л.с.

Производительность
- Максимальная скорость: 480 км/ч (ориентировочно), 56 км/ч (фактически)
- Диапазон: 1601 км (по оценкам), 127 км (фактически)
- Практический потолок: 3048 м (ориентировочно), 0,91 м (фактически)